# Argentina i olympiska sommarspelen 1964
Argentina deltog med 102 deltagare vid de olympiska sommarspelen 1964 i Tokyo. Totalt vann de en silvermedalj.

## Medalj

### Silver
- Carlos Moratorio - Ridsport, individuell fälttävlan.